# 크러쉬 (영화)
《크러쉬》(영어: The Crush)는 1993년에 개봉한 미국의 심리 스릴러 영화이다.

## 출연진
- 케리 엘위스 - 니컬러스 "닉" 엘리엇 역
- 얼리샤 실버스톤 - 에이드리언/데리언 포러스터 역
- 제니퍼 루빈 - 에이미 매딕 역
- 커트우드 스미스 - 클리프 포러스터 역
- 귀니스 월시 - 리브 포러스터 역
- 앰버 벤슨 - 샤이엔 역
- 매슈 워커 - 마이클 역

## 우리말 녹음
SBS 성우진 (1997년 3월 11일)
- 김승준 - 닉 엘리엇(케리 엘위스)
- 정미숙 - 데리언 포러스터(얼리샤 실버스톤)
- 윤소라 - 에이미 매딕(제니퍼 루빈)
- 이완호 - 클리프 포러스터(커트우드 스미스)
- 김정희 - 리브 포러스터(귀니스 월시)
- 설영범 - 마이클(매슈 워커)
- 송덕희 - 샤이엔(앰버 벤슨)
- 이성 - 경찰(폴 비탄테이)
- 조향이 - 집주인(베티 필립스)
- 이우신 - 형사(덩컨 프레이저)
- 신상숙 - 직원(데버라 행콕)
- 성완경 - 의사(앤드루 에얼리)